# Bhusafeda
Bhusafeda (nep. भुसाफेदा) – gaun wikas samiti w środkowej części Nepalu w strefie Dźanakpur w dystrykcie Dholkha. Według nepalskiego spisu powszechnego z 2001 roku liczył on 531 gospodarstw domowych i 2389 mieszkańców (1296 kobiet i 1093 mężczyzn).